# Mikael Pittet
Mikael Pittet es un científico investigador suizo con aportaciones al campo de estudio sobre el tratamiento contra el cáncer .

## Biografía
Mikael J. Pittet (nacido el 23 de mayo de 1975 en Lausana (Suiza) es profesor de inmunología en la Universidad de Ginebra (UNIGE), titular de la Cátedra de la Fundación ISREC en inmunooncología y miembro de pleno derecho del Instituto Ludwig para la Sucursal de Lausana para la Investigación del Cáncer, rango que ha expuesto con orgullo desde que lo recibió, siendo mencionado continuamente en las introducciones de sus entrevistas.
Mikael Pittet completó su tesis doctoral en Inmunología en el Instituto Ludwig para la Investigación del Cáncer y se graduó en la Universidad de Lausana (Suiza) en 2001. Después de graduarse, Pittet se mudó a Boston (EE. UU.), donde realizó una investigación posdoctoral en el Hospital General de Massachusetts (MGH), la Escuela de Medicina de Harvard (HMS) y el Instituto del Cáncer Dana-Farber (DFCI). Pittet se convirtió en profesor asistente en HMS en 2006, profesor asociado en 2013 y profesor titular en 2019 (Departamento de radiología). Pittet fue nombrado becario de investigación MGH de Samana Cay en 2015 y director del programa de inmunología del cáncer en el Centro de biología de sistemas en 2016. También fue miembro del Centro de Cáncer Dana-Farber/Harvard y del Programa de Inmunología de la Facultad de Medicina de Harvard .
Se incorporó a la Universidad de Ginebra (Suiza) en 2020 como profesor titular de inmunología y fue nombrado presidente de la Fundación ISREC en inmunooncología. Fue nombrado miembro de pleno derecho del Instituto Ludwig en 2021. Pittet también dirige el Centro de Investigación Traslacional en Oncohematología (CRTOH) de la Universidad de Ginebra desde 2022 y es miembro del Centro de investigación de la inflamación. Es igualmente miembro del Departamento de oncología de los Hospitales Universitarios de Ginebra . El Laboratorio Pittet está ubicado en Lausana (Suiza) en el grupo de investigación del cáncer AGORA, que reúne a grupos de investigación interdisciplinarios del Swiss Cancer Center Léman (SCCL) Léman (SCCL) que trabajan para acelerar la transferencia de la investigación del cáncer a la clínica.
Es miembro del consejo editorial de las revistas Cell Stress  y Cancer Immunology Research .

## Investigaciones
Pittet es un investigador ampliamente citado en inmunología del cáncer e inmunoterapia del cáncer, especialmente en los campos de la inmunidad innata y adaptativa . Su investigación se centra en descubrir cómo el sistema inmunitario controla el cáncer y otras enfermedades y cómo se puede aprovechar para la terapia. Es conocido por utilizar imágenes moleculares para rastrear células inmunitarias y fármacos directamente in vivo. El trabajo de Pittet ha identificado cómo los cánceres están regulados por varias células inmunitarias, incluidas las células T citotóxicas, las células T reguladoras, los macrófagos, los monocitos, los neutrófilos y las células dendríticas . Estas células se consideran dianas farmacológicas en la inmunoterapia contra el cáncer .

## Premios y honores
El trabajo de Pittet ha sido honrado con el Premio de Becas de Investigación MGH de Samana Cay 2015, el Premio Robert Wenner 2016, el Premio al Investigador Distinguido 2016 de la Academia de Investigación Radiológica y el Premio Mentoring MGH 2017. También recibió una Maestría Honoraria en Artes de la Universidad de Harvard en 2019 y es reconocido como Investigador Altamente Citado en base a sus múltiples artículos que se ubican en el 1% superior por citas en todos los campos y durante la última década.